# Szergej Vlagyimirovics Paramonov
Szergej Vlagyimirovics Paramonov (oroszul: Сергей Владимирович Парамонов) (Beloreck, 1945. szeptember 16. –) szovjet színekben világbajnok, olimpiai bronzérmes orosz párbajtőrvívó.